# Рифей (мифология)
Рифей (др.-греч. Ρίφαίας, лат. Rifēās) — герой Троянской войны и персонаж поэмы Энеида древнеримского поэта Вергилия. Товарищ Энея, он был троянцем, убитым при защите своего города от греков. "Пал и Рифей, " писал Вергилий, «что всегда справедливейшим слыл среди тевкров, Следуя правде во всем (но иначе боги судили)» (Вергилий, Энеида II, 426-8). Праведность Рифея не была вознаграждена богами.

## Рифей в более поздней литературе

### Данте
В своей Божественной комедии, Данте поместил Рифея в рай, в шестую сферу, на Юпитер, область тех, кто представлял правосудие.
Здесь он предоставляет интересную альтернативу самому Вергилию, которого Данте помещает в первый круг ада, с язычниками и некрещеными — хотя Вергилий является главным персонажем в «Комедии» и по большей части он остается проводником Данте через Ад и Чистилище. Хотя Рифей также по сути был бы язычником, он на небесах благодаря добродетелям, которые он проявил.

### Боккаччо
В лирической поэме Боккаччо Филострато (1333—1339), Рифеем назван один из троянцев, взятых в плен греками.

### Чосер
Филострато послужила основой для философской поэмы Троил и Крессида Чосера. В ней, Рифей упоминается как бессильный предотвратить собственное пленение.

### Жуан ди Барруш
Жуан ди Барруш написал рыцарский роман под названием «Хроника до Императора Кларимундо» («The Chronicle of Emperor Clarimundo»), в котором, как сообщается, Португальская Троя была основана троянцем по имени Рифей (в португальском «Riphane» 16-го века), который избежал разрушения своего города с группой Энея, от которой он откололся, и двинулся через Средиземное море в Атлантику до достижения полуострова Сетубал. Там группа Рифея вступила в войну с армией греков во главе с Одиссеем, которая основала город, что сейчас является Лиссабоном, на противоположной стороне реки Тежу. Эта «пересаженная» греко-троянская война продолжалась в течение нескольких поколений после смерти этого Рифея. Неясно, является ли этот Ripheus / Riphane тем же самым героем из Вергилия и ранее упомянутых авторов, или это просто точно так же названный троянский соотечественник самого известного Рифея (факт, что де Баррос не дает четких ссылок на известные деяния о Троянской войне прошлого Рифея в его книге. Сведения о том, что в первоначальном мифе Рифей пал во время греческого завоевания города, похоже, идут вразрез с этим, но, возможно, де Баррос основывается на традиции Боккаччо, где Рифей был взят в плен греками, и возможно, впоследствии сбежал, и тот факт, что де Баррос называет Рифейна морально стойким, кажется, делает возможной идентификацию этих двух персонажей.